# Smoking

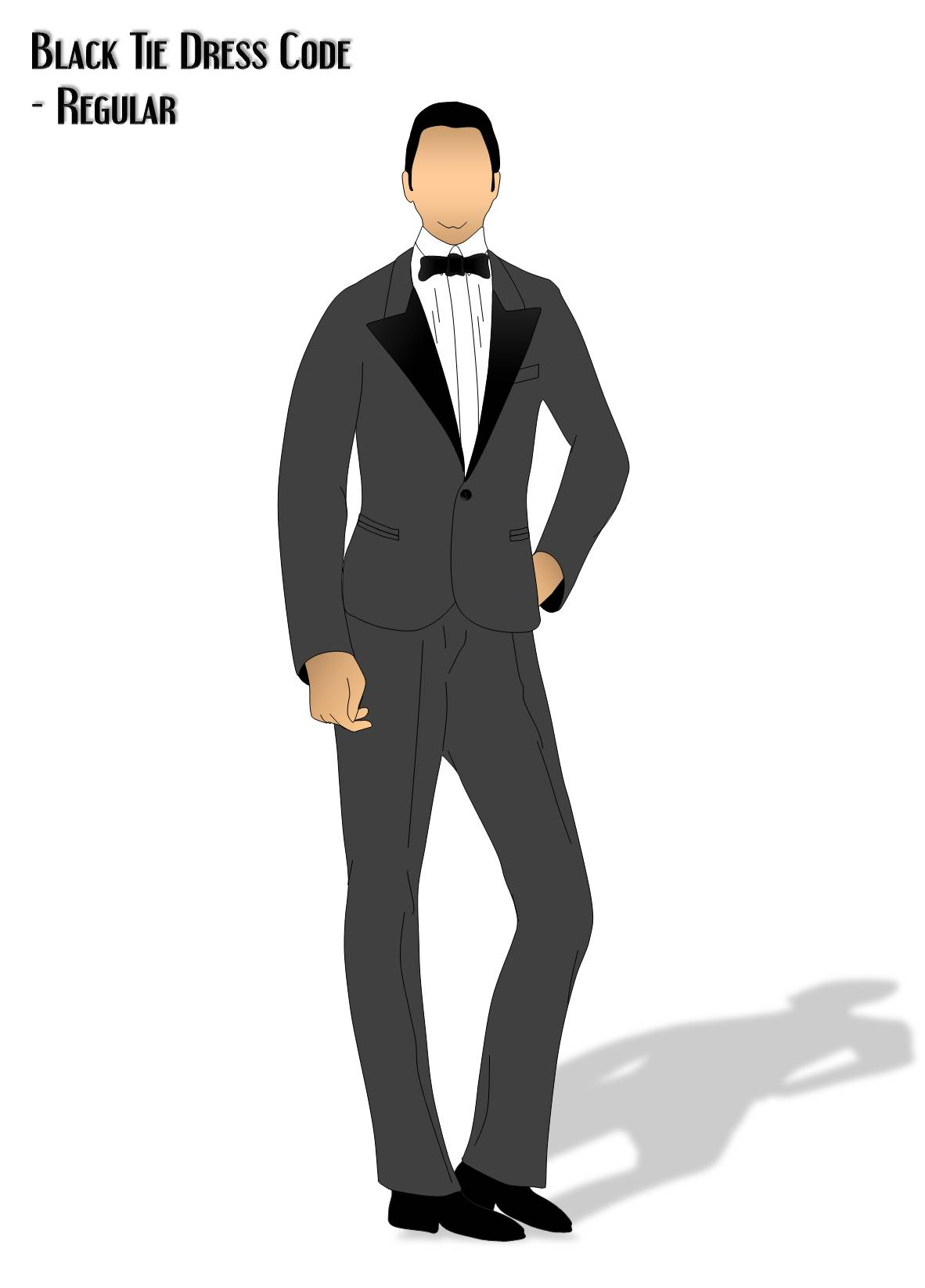
Grafika poglądowa smokingu

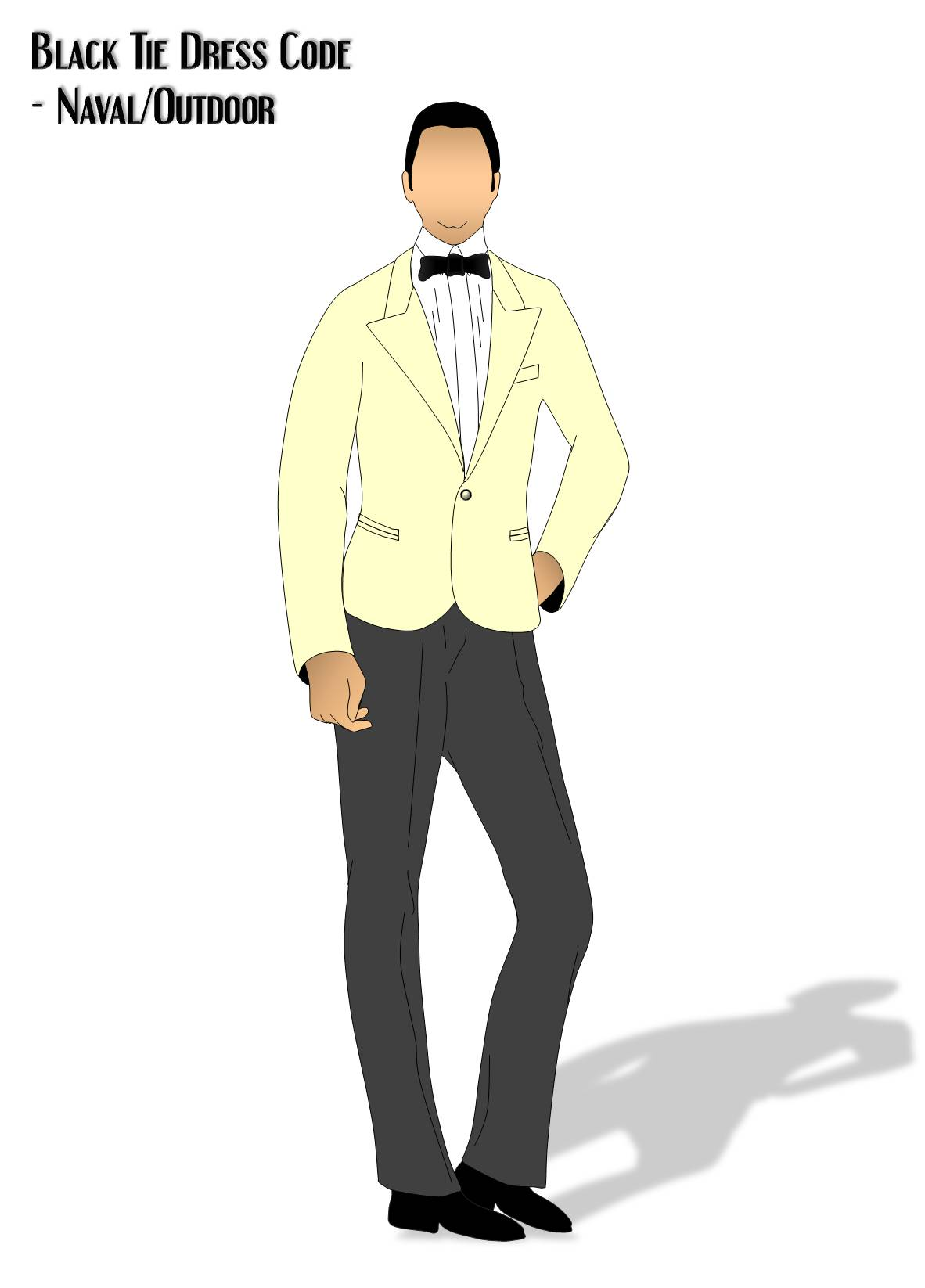
Grafika poglądowa smokingu tropikalnego

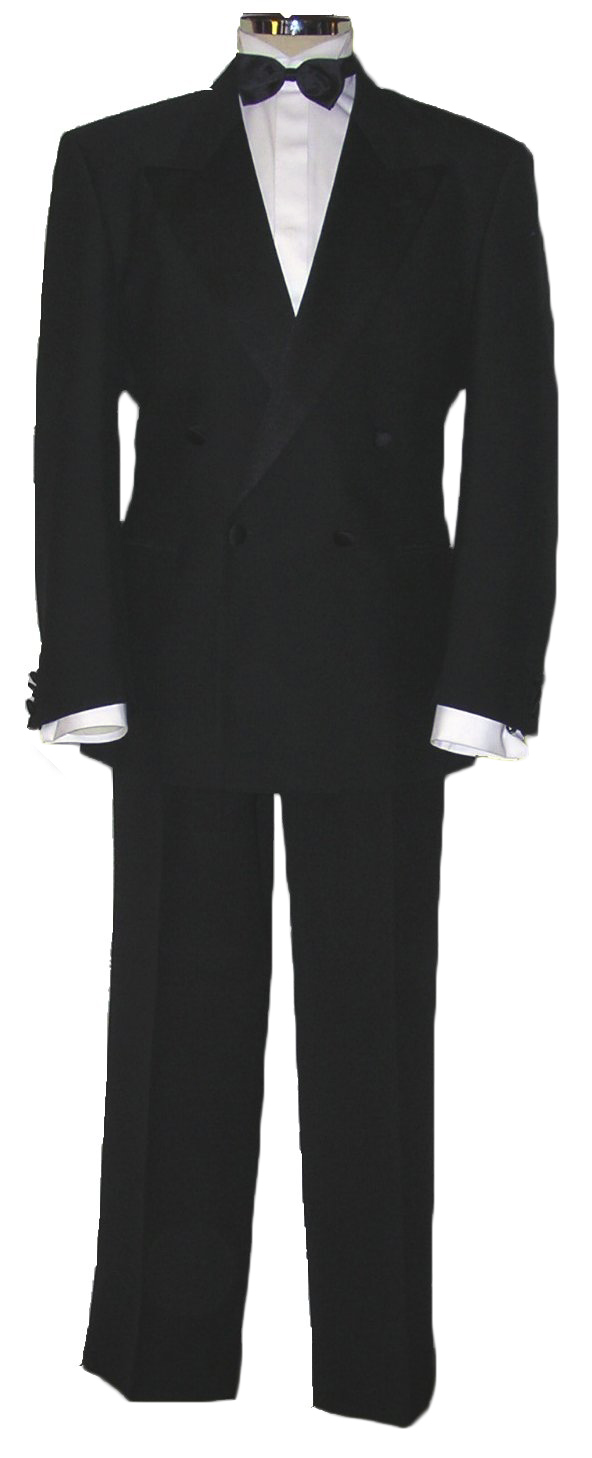
Smoking dwurzędowy w wersji 4x1

Smoking, także dinner jacket, tuxedo, black tie – męski strój półformalny wieczorowy, w niektórych przypadkach można go rozpatrywać także w kategorii stroju nieformalnego wieczorowego. Stoi wyżej w hierarchii formalności niż garnitur oraz niżej niż frak. Jako że smoking jest strojem wieczorowym, nosić się go powinno wyłącznie po zmroku/w godzinach późno popołudniowych, za taką uznaje się w męskiej elegancji godzinę 18:00. 
Smoking jest strojem świetnie sprawdzającym się na wszelkiego rodzaju wydarzeniach kulturalnych w operze, filharmonii, teatrze jak również przy okazji rozdania Oscarów, Złotych Globów, etc., jak również balach sylwestrowych i weselach, wówczas na zaproszeniu widnieje napis „black tie” lub „black tie optional”. Podczas ślubów niewskazany, nałożenie go do świątyni lub urzędu uznaje się za faux pas – wówczas właściwsze okazują się stroje dzienne – formalny żakiet, półformalny stroller bądź garnitur wizytowy. Strojem kobiecym odpowiednim do założenia, gdy mężczyzna nosi smoking jest długa suknia wieczorowa, najlepiej w ciemnym kolorze, ewentualnie stylowy kostium. Pomimo że smoking jest strojem typowo męskim, był również noszony przez kobiety, np. Marlenę Dietrich, Angelinę Jolie podczas gali BAFTA 2014

## Budowa
Klasyczny smoking jest strojem dwu- lub trzyczęściowym, składa się z czarnej lub ciemnogranatowej (ang. midnight blue) marynarki i spodni, opcjonalnie kamizelki. Wyłogi (klapy) marynarki zwyczajowo pokryte są jedwabiem – połyskującą satyną lub matowym rypsem, i mogą przyjmować formę kołnierza szalowego (wywodzącego się aksamitnej marynarki smokingowej, bonżurki), jak i klap frakowych (bardziej formalna wersja wywodząca się od fraka), w przeszłości spotykane były również smokingi z klapami otwartymi, jednak ze względu na swój mało formalny, wywodzący się od garnituru charakter, nie są odpowiednią wersją owego stroju – choć bywają dość popularne w Stanach Zjednoczonych Ameryki. W lewej klapie powinna być butonierka – dziurka w którą wtyka się kwiatek – zwyczajowo jest to biały lub czerwony goździk, gardenia bądź róża.  W smokingu z szalowym kołnierzem nie powinno być butonierki (kłóci się to z kanonem owej marynarki), jednak Tom Ford często ją stosuje, w dwurzędowych smokingach o ostrych klapach często stosuje się po jednej butonierce na klapę. Rękawy marynarki bywają zakończone wywijanym mankietem wykonanym z jedwabiu użytego w klapach, element ten najczęściej spotkany jest w smokingach szytych na miarę, rzadko w kolekcjach konfekcyjnych.
Guziki w smokingu są zazwyczaj powleczone materiałem z klap, rzadziej stosuje się czarne guziki z rogu bawolego; kieszenie nie mają patek. Marynarka może być jedno- lub dwurzędowa, druga opcja pojawiła się w latach 20. XX wieku, marynarka jednorzędowa powinna być zapinana na jeden guzik lub na styk (dwa guziki połączone krótkim sznurkiem/łańcuszkiem przewlekane przez dziurki na guziki), w przypadku opcji dwurzędowej, widywane są różne układy guzików, najczęściej spotykany to 6x2 (6 guzików, z czego 2 zapinane) rzadziej 4x1, 4x2, 2x1. Aby smoking się nie gniótł, powinien być wykonany z niskoskrętnej wełny o dużej gramaturze, najlepiej z tkaniny o tradycyjnym splocie barathea. Często tkanina wzbogacona jest niewielką domieszką moheru, jedwabiu, które nadają eleganckiego połysku.
Spodnie smokingowe wykonane są z tego samego materiału, co marynarka i mają pojedyncze boczne lampasy wykonane z tego samego materiału, co wyłogi. Mają wysoki stan, często zakładki i noszone są na szelkach – klasycznie białych lub czarnych wykonanych z jedwabiu (mory), jednak można stosować także ciemnogranatowe (zwłaszcza przy smokingu w kolorze midnight blue), burgundowe, ecru. Niedopuszczalne jest zakładanie paska.
Do smokingu jednorzędowego nosi się kamizelkę wykonaną albo z tego samego materiału, co reszta stroju lub jedwabiu użytego w klapach, albo białej piki, podobnie jak w przypadku fraka. Kamizelka powinna mieć głębokie wcięcie, niewystające poza zapięcie marynarki. W formie panuje pewna dowolność – może być jedno-, dwurzędowa, z klapami lub bez. Z racji tego, iż marynarki nie zdejmuje się, kamizelka może nie mieć pleców – stąd być zapinana na pasy z tyłu. Kamizelkę można zastąpić jedwabnym pasem hiszpańskim.

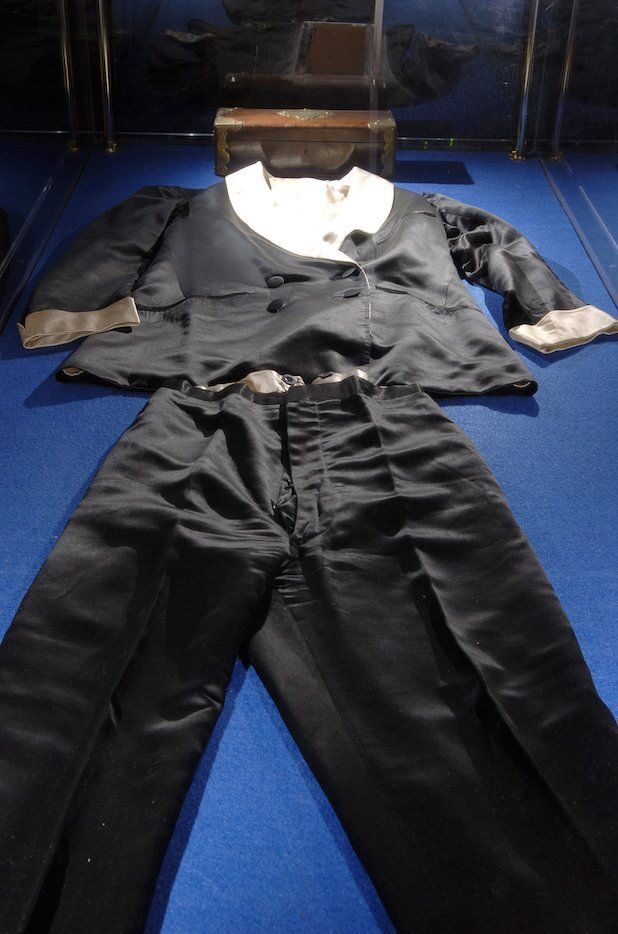
Smoking należący do jednej z ofiar z „Titanica”

Najbardziej formalna koszula smokingowa zapinana jest na guziki jubilerskie i ma gors wykonany z piki. Niektóre koszule mają pionowe pliski. Trzecią opcją jest koszula z plisą zakrywającą guziki bieliźniane. Koszula powinna mieć kołnierzyk wykładany, choć niektórzy dopuszczają także kołnierzyk frakowy (łamany). Obowiązkowo pod szyją nosi się czarną samodzielnie zawiązaną muchę (fabrycznie związana/gotowa uchodzi za bezguście), w przypadku smokingu w kolorze midnight blue mucha może być ciemnogranatowe, podobnie jak klapy marynarki, pokrycie guzików i kieszeni.
Do smokingu nosi się czarne, gładkie oksfordy (wiedenki) z zamkniętą przyszwą lub lotniki, zwane także wholecut (niekoniecznie lakierki), dawniej noszono również eskarpiny (czółenka, pantofle wieczorowe) z rypsową kokardą. Ponadto czarne długie skarpetki lub podkolanówki, spinki do mankietów (najczęściej spotykane z wypełnieniem z onyksu, masy perłowej, kamieni szlachetnych lub jednolite złote, srebrne), zegarek na czarnym pasku (nie należy wkładać zegarka z metalową bransoletą), kieszonkowy zegarek z dewizką lub całkowicie rezygnuje się z zegarka. W kieszonce piersiowej (brustaszy) nosi się białą, lnianą lub bawełnianą poszetkę. W przypadku wizyt w operze, filharmonii stosowanym dodatkiem do smokingu bywa tzw. szalik operowy – jedwabny szal w kolorze bieli narzucany na marynarkę.
W krajach o klimacie tropikalnym, podczas przyjęć na powietrzu lub na pokładach statków, nosi się tzw. ivory dinner jacket – marynarka do smokingu w kolorze  kości słoniowej lub ecru – pożądany jest kolor jasny, lecz nie biały. Zgodnie z kanonem i tradycją klapy wykonane są z tkaniny zasadniczej, choć najczęściej są one wyłożone białym atłasem, satyną, czy rypsem, niedopuszczalne są klapy czarne, czy inne bardzo kontrastujące z marynarką. W takiej marynarce stosuje się guziki wykonane z białej masy perłowej, spotykane są także jasne guziki rogowe, guziki z Corozo. Spodnie muszą być czarne lub ciemnogranatowe z pojedynczym lampasem.
Współcześnie, w dobie odformalniania męskiej garderoby, można zetknąć się z tzw. „nowoczesnym” smokingiem, w którym marynarka od smokingu zostaje zastąpiona kontrastową, najczęściej z jedwabnego lub bawełnianego aksamitu, wywodzącą się z bonżurki lub/i marynarki do palenia (aksamit doskonale wchłania dym, nie uwalniając przy tym nieprzyjemnego zapachu), lub w szkocką kratę/tartan z reguły z czarnymi wyłogami (trend pojawił się w latach 50. XX w.). Marynarka taka nie różni się wiele od typowej marynarki do smokingu. Najczęściej przyjmuje ciemne odcienie barw – czerń, granat, butelkowa zieleń, burgund. Nie jest konieczne, aby miała kontrastowe pokryte satyną lub rypsem klapy, choć wtedy uchodzi za mniej formalną, wówczas można do niej założyć czarne spotkanie bez lampasów, często w przypadku takiego smokingu widuje się również spodnie tartanowe (szkocka krata), nadto zakłada się kamizelkę lub pas hiszpański. Do takiego nowoczesnego smokingu prócz wymienionych wcześniej rodzajów obuwia, można założyć tzw. Albert slippers – wsuwane aksamitne buty na niskim obcasie, mogące nawiązywać kolorystycznie do barwy aksamitu marynarki, lub być czarne. Buty takie często mają wyszywane fantazyjne wzory – m.in. elementy flory, fauny, herby, inicjały noszącego. W przypadku tego rodzaju stroju można odstąpić od ciemnej jedwabnej muchy, zastępując ją innymi barwami lub aksamitną muchą (koniecznie samodzielnie zawiązaną). Taki typ stroju coraz częściej gości podczas rozdania Oscarów, Złotych Globów, stanowi świetną alternatywę na różnego typu spotkania kulturalne, towarzyskie, rodzinne, np. Wigilię, gdy noszenie garnituru wydaje się za mało formalne, zaś pełny smoking jest nazbyt formalny.

## Formalność smokingu
W określeniu formalności smokingu nie mają znaczenia (lub mają znikome) kształt wyłogów, buty, kształt muszki i pozostałe akcesoria. Kluczowe cechy to kolor (ciemny/wersja tropikalna – jedna część jasna), rodzaj marynarki (jednorzędowa/dwurzędowa), rodzaj koszuli (frakowa/nieformalna) i forma oraz kolor „nakrycia talii”, czyli kamizelka lub pas. Poniżej wszystkie możliwe kombinacje smokingu, które różnią się formalnością. Zatem klasyczna hierarchia przedstawia się tak:
1. smoking ciemny, marynarka jednorzędowa, koszula frakowa, kamizelka biała;
2. smoking ciemny, marynarka jednorzędowa, koszula frakowa, kamizelka czarna;
3. smoking ciemny, marynarka jednorzędowa, koszula frakowa, pas;
4. smoking ciemny, marynarka jednorzędowa, koszula nieformalna, kamizelka;
5. smoking ciemny, marynarka jednorzędowa, koszula nieformalna, pas;
6. smoking w wersji tropikalnej, marynarka jednorzędowa jasna, koszula nieformalna (frakowe rzadko spotykane), pas (kamizelki rzadko spotykane);
7. smoking ciemny, marynarka dwurzędowa, koszula nieformalna (frakowe nie powinny być stosowane);
8. smoking w wersji tropikalnej, marynarka dwurzędowa jasna, koszula nieformalna (frakowe rzadko spotykane);
9. smoking z kolorową kamizelką/pasem/innymi kolorowymi, a dość wyrazistymi elementami/smoking z aksamitną marynarką[7].

Ogólna zasada mówi, że do smokingów półformalnych zaliczamy te, które zawierają kamizelkę oraz koszulę frakową. Jedynymi więc strojami, które możemy, według konserwatywnej klasyfikacji, nazwać półformalnymi, są wersje wymienione w podpunktach 1 i 2, zaś 3 możemy zaliczyć do tej kategorii jako wersję letnią/tropikalną pozostałych. Pozostałe zaliczamy do nieformalnych.
Biorąc pod uwagę bardziej dostosowaną do współczesności hierarchię, należy uznać, iż smoking z klapami ostrymi jest bardziej formalny niżeli ten z kołnierzem szalowym. Smoking trzyczęściowy (marynarka + kamizelka + spodnie) jest bardziej formalny niżeli smoking dwuczęściowy (marynarka + spodnie) z pasem hiszpańskim. Kamizelki nie nosi się do smokingów dwurzędowych. Zatem biorąc powyższe formalność smokingu kształtuje się w następujący sposób:
1. smoking ciemny, marynarka jednorzędowa z ostrymi klapami, koszula frakowa, kamizelka biała;
2. smoking ciemny, marynarka jednorzędowa z ostrymi klapami, koszula frakowa, kamizelka czarna;
3. smoking ciemny, marynarka dwurzędowa z ostrymi klapami, koszula nieformalna;
4. smoking ciemny, marynarka jednorzędowa z kołnierzem szalowym, koszula nieformalna, kamizelka/smoking ciemny, marynarka dwurzędowa z kołnierzem szalowym, koszula nieformalna;
5. smoking ciemny, marynarka jednorzędowa z ostrymi klapami, koszula nieformalna, pas;
6. smoking ciemny, marynarka jednorzędowa z kołnierzem szalowym, koszula nieformalna, pas;
7. smoking w wersji tropikalnej, marynarka dwurzędowa jasna, koszula nieformalna (frakowe rzadko spotykane);
8. smoking z kolorową kamizelką/pasem/innymi kolorowymi, dość wyrazistymi elementami/smoking z aksamitną marynarką.